# Матео Бајамић
Матео Бајамић (шп. Mateo Bajamich; Морисон, 3. август 1999) је аргентински фудбалер који тренутно наступа за Атлетико Тукуман. Игра на позицији нападача.
Бајамић је пореклом из места Трнбуси у Далмацији. Његов прадеда, Марин Бајамић, емигрирао је 1921. године у Аргентину.